# 高雄市三民區莊敬國民小學
高雄市三民區莊敬國民小學簡稱莊敬國小為高雄市三民區的一間國民小學。於1982年由高雄市政府籌備並在1983年成立。

## 校徽
圓形巨輪代表自強不息。
內為木鐸及光芒表示培育德、智、體、群、美五育均衡發展之健全兒童。

稻穗代表吉祥如意形成半圓弧狀，且中心成交點代表師生團結一致，共同努力。

圖中紅色表示赤誠之心及光輝四播，藍色則表自由、平等、活潑，淺綠色表祥和仁慈之心。可愛

## 外部連結
- 高雄市三民區莊敬國民小學 （页面存档备份，存于）